# 塔古拉吸蜜鸟
塔古拉吸蜜鸟（学名：Meliphaga vicina）是吸蜜鸟科下的一个种。它们是巴布亚新几内亚塔古拉岛的特有种。由于近年来鲜有观察记录，该物种的分布范围、种群数量及趋势和是否受到威胁完全不明。但相信它们的栖息地位于海拔800m的森林和低地森林中。